# Latsch
Latsch ([latʃ]; italienisch Laces) ist eine italienische Marktgemeinde mit 5263 Einwohnern (Stand 31. Dezember 2023) im Vinschgau in Südtirol.

## Geografie
Die Gemeinde Latsch befindet sich im Vinschgau im Westen Südtirols. Die vier Dörfer der Gemeinde, der Hauptort Latsch (639 m), das von der Etsch durchflossene Goldrain (650 m), Morter (700 m) am Eingang zum Martelltal und das etwas erhöht auf einem Schwemmkegel erbaute Tarsch (820 m), liegen allesamt im relativ breiten Etschtal. Nördlich über dem Talboden bieten die Hänge des Sonnenbergs in mittelgebirgiger Lage dem Weiler St. Martin im Kofel (1740 m; über die Seilbahn St. Martin erreichbar) und weiteren Gehöften Platz. Darüber erheben sich Gipfel der Ötztaler Alpen, die hier dem Saldurkamm zugerechnet werden (darunter die Vermoispitze, 2929 m). Südlich vom Talboden beginnt unmittelbar der Nationalpark Stilfserjoch. Über die Hänge des Nördersbergs steigt das Gelände hier zu Gipfeln der Ortler-Alpen bergan, westlich vom Martelltal den Laaser Bergen und östlich dem Zufrittkamm zugerechnet. Am Hasenöhrl erreicht das Gemeindegebiet auf 3257 m seinen höchsten Punkt.

## Geschichte
Auf Montani, am Annenberg sowie auf St. Sebastian in Platz wurden prähistorische Siedlungen festgestellt.
Der Ortsname ist erstmals 1185 als Lacis genannt. Er findet sich im Tiroler und Schweizer Alpenraum öfters (vgl. Latsch in Graubünden) und kommt von einem unbekannten, wohl rätoromanischen Wort.
Auf dem Gebiet finden sich viele Tschötten (mit Lehm abgedichtete Wasserspeicher), die bis ins 20. Jh. in dem relativ trockenen Vinschgau in Gebrauch waren.
Die Gemeinde in ihrer heutigen Ausdehnung geht auf das Jahr 1928 zurück, als Latsch um die bis dato eigenständigen Gemeinden Goldrain, Morter, St. Martin am Vorberg und Tarsch vergrößert wurde.

## Sehenswürdigkeiten
In Latsch befinden sich mehrere historische Burganlagen, so die Burgruinen Obermontani und Untermontani im Ortsteil Morter, Schloss Annenberg über dem Weiler Tiss oder die Burg Latsch im Ortskern. Besonders sehenswert sind der Flügelaltar von Jörg Lederer in der Spitalkirche und die Burgkapelle St. Stephan in der Fraktion Morter, die wegen ihrer Wandbemalungen den Beinamen Sixtinische Kapelle Südtirols trägt und zu den sehenswertesten Kapellen des Landes zählt.

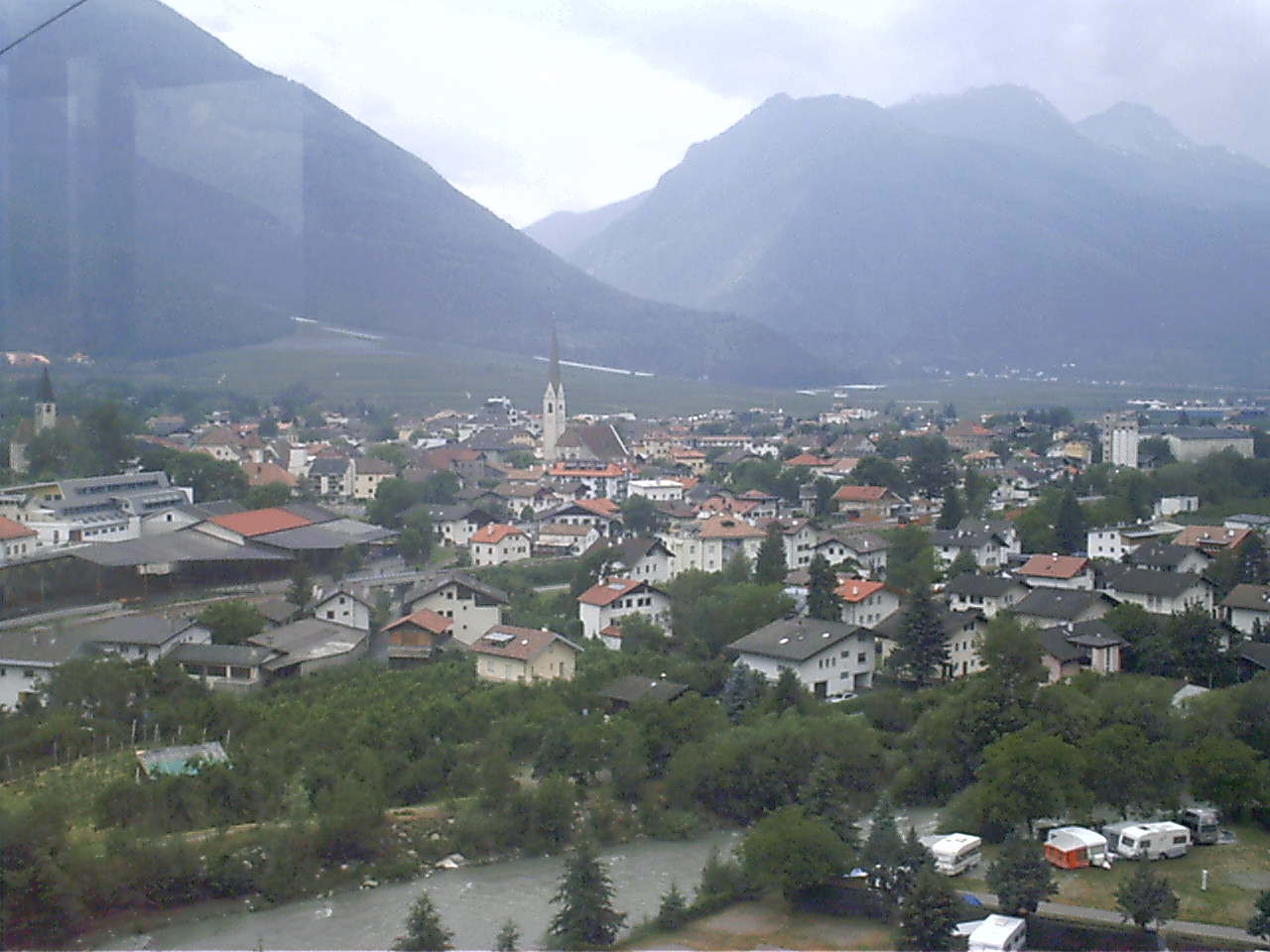
Latsch

Sehenswert ist auch die oberhalb der Fraktion Tarsch auf 950 m Seehöhe über einem früheren Quellheiligtum erbaute romanische St.-Medardus-Kirche (11. oder 12. Jahrhundert) mit Rundbogenfriesen und gekuppelten Rundbogenfenstern am Turm und Wandgemälden im Inneren aus dem 13. bis 15. Jahrhundert (u. a. Kreuzigungsgruppe, Mäanderband, Rankenornament, diverse figurale Szenen). Die Kirche gehörte zu einem nicht mehr erhaltenen Pilgerhospiz am Übergang nach Ulten.
Das Schloss Goldrain ist Bildungs- und Kulturzentrum des gesamten Tales. Es erhielt seine heutige Gestalt in mehreren Bauabschnitten ab ca. 1475; Erbauer war die Engadiner Adelsfamilie Scheck v. Ardez (Scheck v. Goldrain). Durch Erbgang ging das Schloss an die aus Nordtirol stammenden späteren Grafen Hendl, welche es weiter ausbauten. Sehenswert sind vor allem die rechteckige Umfassungsmauer, diverse Portale und Freitreppen sowie die Loggiengalerie. Alle wesentlichen Werkstücke sind aus weißem Marmor hergestellt.
Erwähnenswert ist auch der etwa 5000 Jahre alte Statuenmenhir von Latsch, der 1992 in der Bichlkirche nahe dem Ortseingang gefunden wurde.

## Politik

### Bürgermeister
Bürgermeister seit 1952:
- Heinrich Wielander: 1952–1969
- Josef Rinner: 1969–1977
- Franz Bauer: 1977–1988
- Richard Patscheider: 1988–1995
- Markus Pircher: 1995–2005
- Karl Weiss: 2005–2013
- Helmut Fischer: 2014–2020
- Mauro Dalla Barba: seit 2020

### Partnerschaften
Latsch unterhält seit 1957 mit Calw eine Partnerschaft.

## Bevölkerung
Latsch ist gemäß den erhobenen Sprachgruppenzugehörigkeitserklärungen bzw. Sprachgruppenzuordnungserklärungen eine weitgehend deutschsprachige Gemeinde. Als Berechnungsgrundlage der folgenden Prozentwerte wurden die gültigen Erklärungen von Personen mit italienischer Staatsbürgerschaft herangezogen.
| Sprache     | 1981    | 1991    | 2001    | 2011    | 2024    |
| ----------- | ------- | ------- | ------- | ------- | ------- |
| Deutsch     | 98,22 % | 97,46 % | 97,32 % | 97,99 % | 96,55 % |
| Italienisch | 1,78 %  | 2,54 %  | 2,61 %  | 1,97 %  | 3,38 %  |
| Ladinisch   | 0,00 %  | 0,00 %  | 0,07 %  | 0,04 %  | 0,06 %  |

## Bildung
In der Gemeinde Latsch gibt es Bildungseinrichtungen für die deutsche Sprachgruppe. Dazu gehören vier Grundschulen (im Hauptort Latsch, in Goldrain, Morter und Tarsch) sowie eine Mittelschule im Hauptort.
Das Bildungshaus Schloss Goldrain bietet zudem vielfältige Weiterbildungsmöglichkeiten.

## Wirtschaft
Hauptwirtschaftsfaktor ist neben dem Obstbau der Tourismus mit über 55.000 Gästeankünften. Latsch ist ein Austragungsort im Naturbahnrodel-Weltcup und war auch Ausrichter der Naturbahnrodel-Weltmeisterschaft 2005.

## Verkehr
Latsch wird von der SS 38, der Vinschgaubahn, die an den Bahnhöfen Latsch und Goldrain-Martell zwei Zugangsstellen bietet, und der Radroute 2 „Vinschgau–Bozen“ durchquert.

## Söhne und Töchter
- Johann Arbogast von Annenberg (um 1590–1645), Kommandant von Glatz und 1633–1645 Landeshauptmann der Grafschaft Glatz
- Manfred Fuchs (1938–2014), Raumfahrtunternehmer
- Germana Fleischmann (* 1957), Schriftstellerin und Künstlerin
- Richard Theiner (* 1958), Landesrat für Gesundheit, Sozialwesen und Familie im Südtiroler Landtag
- Carmen Tartarotti (* 1950), Regisseurin – ausgezeichnet 2009 mit dem Hessischen Filmpreis
- Werner Kiem (* 1962), Bronzemedaillengewinner bei den Olympischen Winterspielen 1988 in Calgary

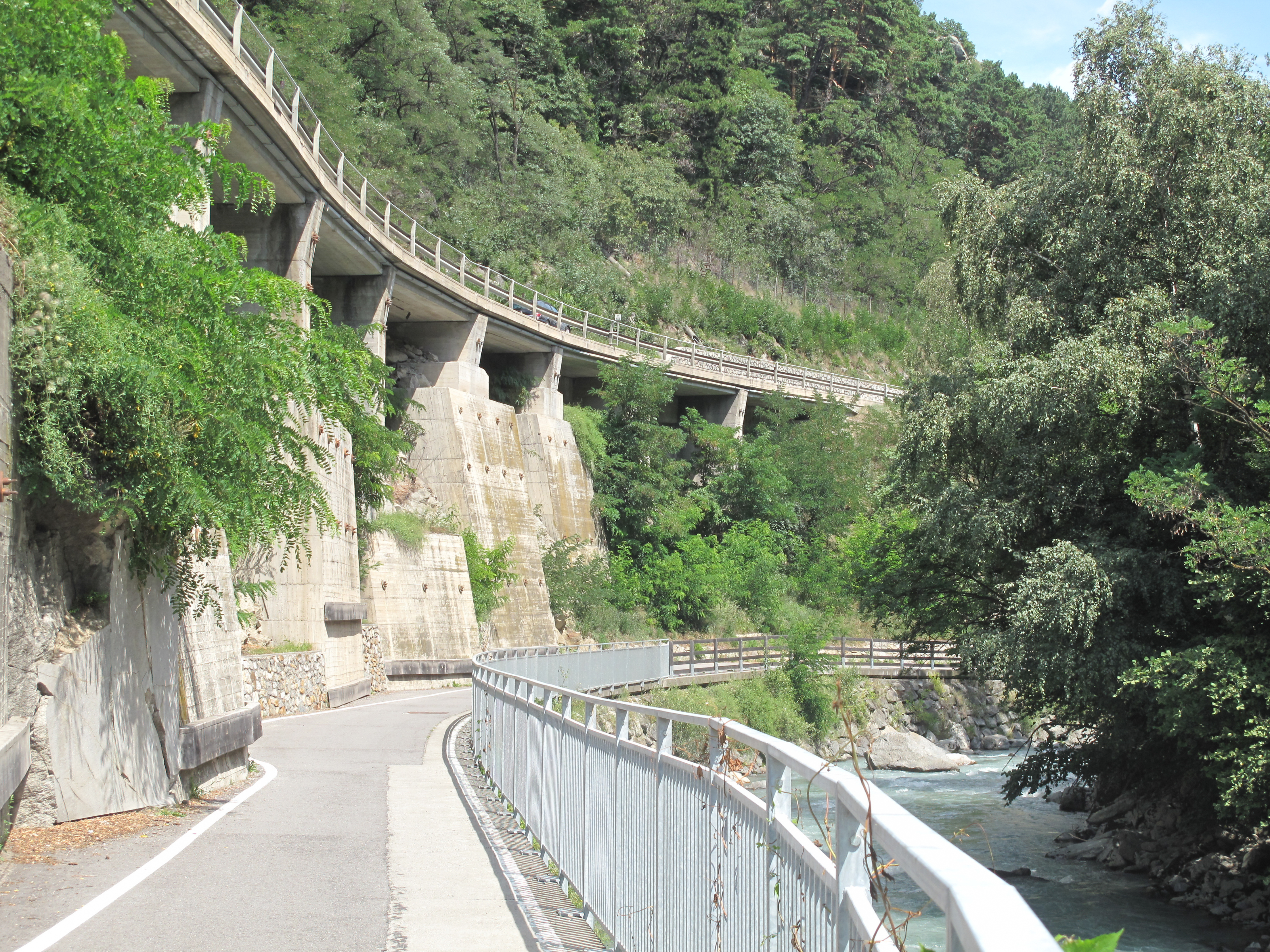
Radweg zwischen Latsch und Kastelbell
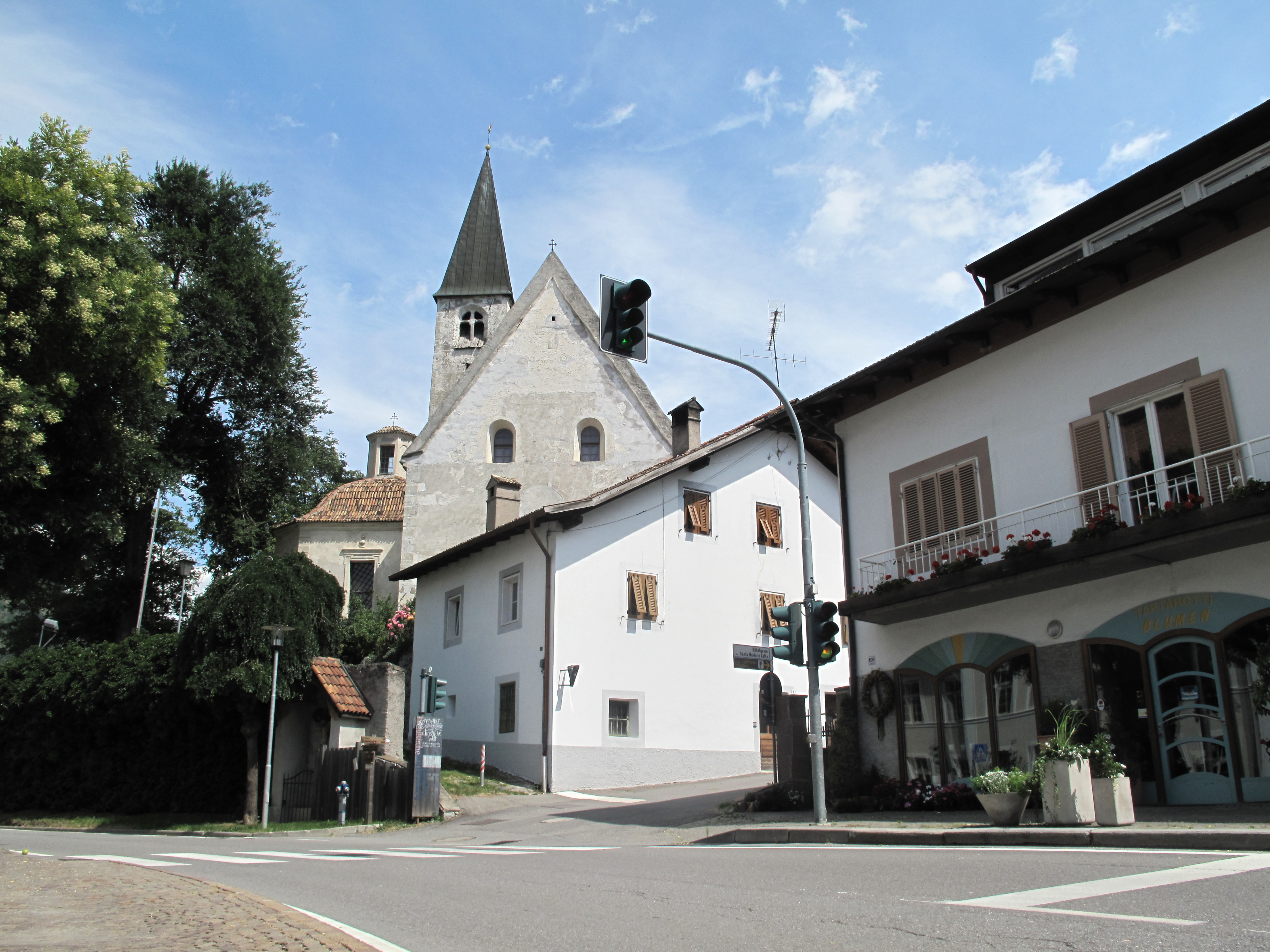
Unsere Liebe Frau auf dem Bichl
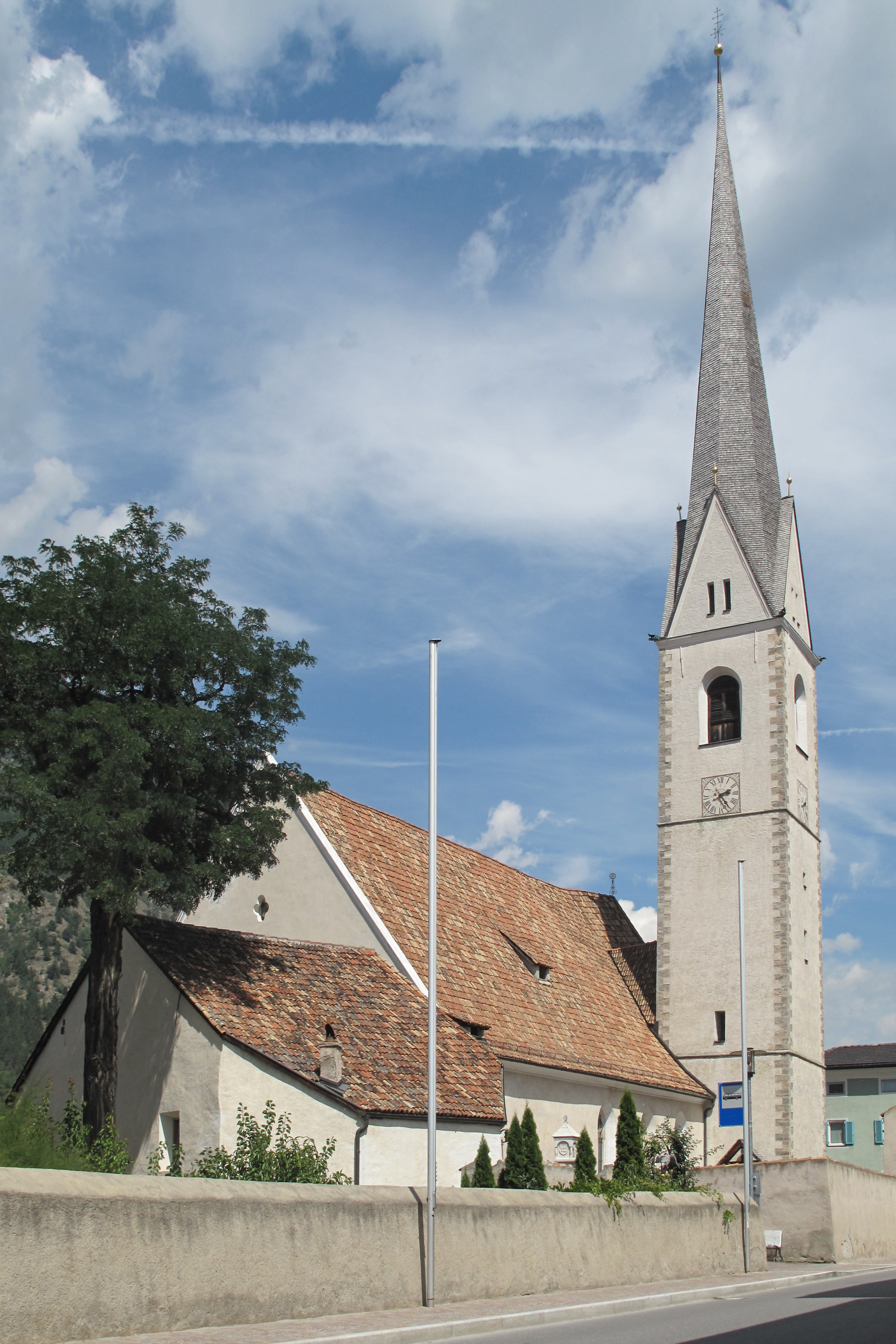
Pfarrkirche St. Peter und Paul
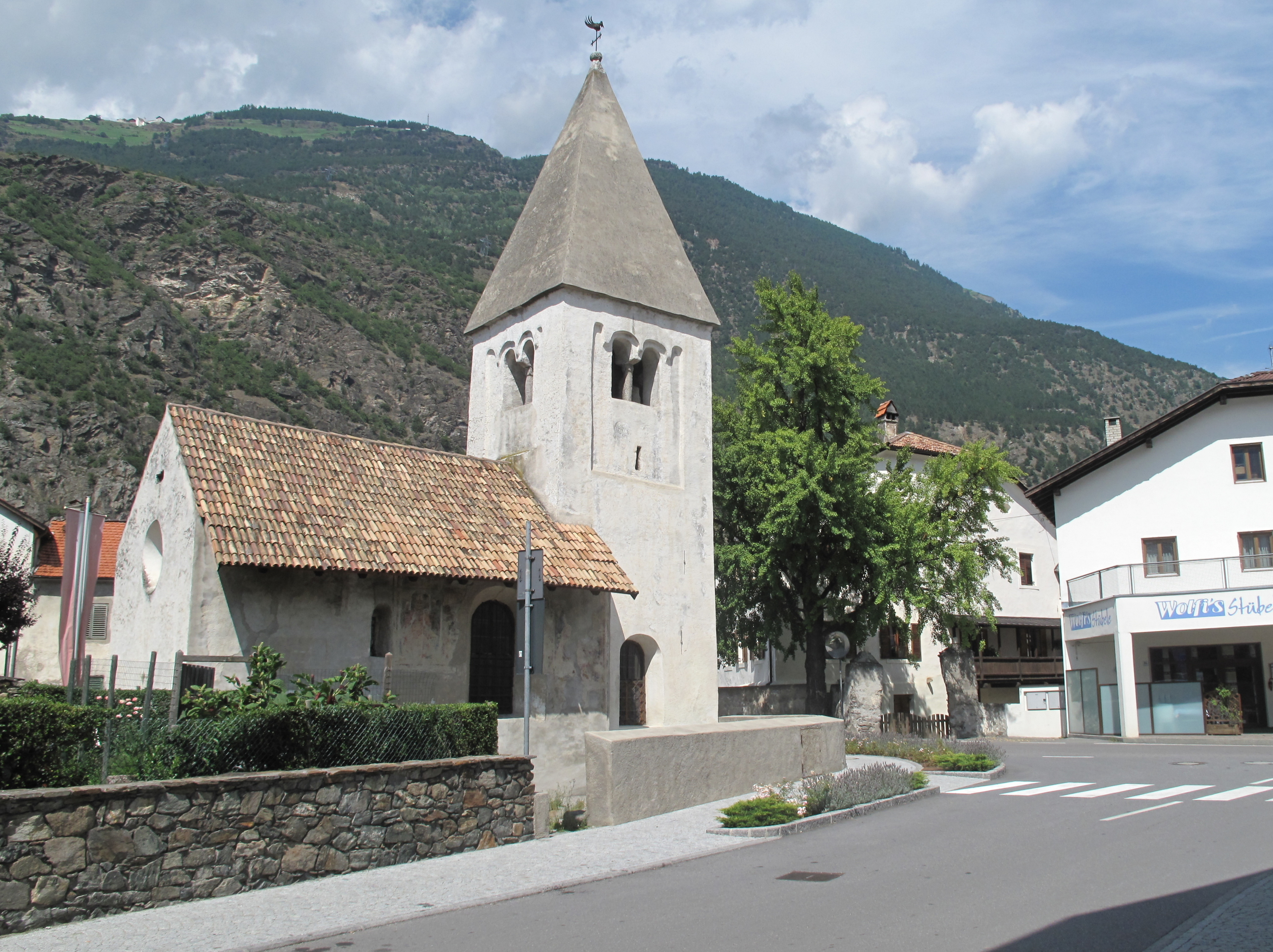
St. Nikolaus